# Monica Roberts
Monica Katrice Roberts (Houston, 4 de maio de 1962 –  Condado de Harris, 5 de outubro de 2020) foi uma blogueira, escritora e defensora dos direitos transgêneros afro-americana. Ela foi a editora fundadora do TransGriot, um blog com foco em questões relativas a mulheres trans, particularmente afro-americanas e outras mulheres não brancas. A cobertura de Roberts sobre vítimas de homicídio de pessoas transgênero nos Estados Unidos é creditada por chamar a atenção nacional para o problema.

## Primeiros anos e educação
Roberts nasceu e foi criada na segregada Houston, Texas. Sua mãe era professora e seu pai era DJ. Roberts se formou na Jones High School no Distrito Escolar Independente de Houston em 1980. Em 1984, ela se formou na Universidade de Houston.

## Carreira e ativismo
Roberts estava trabalhando em Houston como agente de portão de avião em 1993–1994, quando começou sua transição de gênero. Ela foi membro fundadora da National Transgender Advocacy Coalition e atuou como presidente do lobby de 1999 a 2002. Em Louisville, Kentucky, Roberts atuou no conselho da Fairness Campaign e em seu comitê de ação política C-FAIR. Em 2005 e 2006, ela organizou a Conferência Transsistahs-Transbrothas que ocorreu naquela cidade.
Ela começou a escrever o TransGriot em 2004 como uma coluna de jornal para o The Letter, um jornal LGBT de Louisville; o termo "griot" se refere a um contador de histórias da África Ocidental. Roberts fundou o blog TransGriot em 2006. Roberts foi motivada pela falta de blogs trans focados em negros e outras pessoas de cor. Uma das missões de seu blog é "registrar a história das pessoas trans negras". O blog permitiu que ela abordasse questões da comunidade de maneira mais oportuna e permitiu maior controle do que a coluna depois que ela foi retirada devido a um conflito com um anunciante sobre sua escrita. Por meio do TransGriot, Roberts também identificou vítimas de homicídio transgênero para homenageá-las, muitas das quais costumam ter o "gênero errado" em reportagens policiais e cobertura da mídia. A cobertura de Roberts sobre homicídios de pessoas transgénero é creditada por ter trazido a atenção nacional para a questão.
Como mulher trans negra, Roberts explorou as interseções entre cissexismo e racismo em seus escritos. Em uma coluna de 2009, ela afirmou que pessoas que têm problemas com a palavra cisgênero "estão lamentando um privilégio cisgênero não reconhecido" e comparou essa crítica a pessoas brancas que "me chamam de 'racista' sempre que critico as premissas estruturais subjacentes que sustentam a branquitude".

## Prêmios e honrarias
Em 2006, Roberts ganhou o Prêmio Trinity do IFGE por serviços meritórios à comunidade transgênero; foi o maior prêmio de serviço meritório da comunidade transgênero, e ela foi a primeira afro-americana texana e a terceira afro-americana abertamente trans a receber o prêmio. Em 2015, Roberts recebeu o Prêmio Pioneiro Transgênero Virginia Prince da Feira da Fantasia, tornando-a a primeira pessoa afro-americana abertamente trans a ser homenageada.
Em 2016, Roberts recebeu um Prêmio de Reconhecimento Especial da GLAAD, e se tornou a primeira pessoa abertamente trans a receber o Prêmio Robert Coles "Call of Service" da Phillips Brooks House Association. Em 2017, Roberts recebeu o Prêmio de Igualdade HRC John Walzel da Human Rights Campaign.
Em 2018, ela foi nomeada uma das "8 mulheres de Houston para acompanhar nas redes sociais" pela Houstonia. e ganhou o prêmio de blog de destaque no GLAAD Media Awards. Em janeiro de 2020, Roberts recebeu o Prêmio Susan J Hyde de Longevidade no Movimento da Força-Tarefa Nacional LGBTQ. Em junho de 2020, em homenagem ao 50.º aniversário da primeira parada do Orgulho LGBTQ, Queerty a nomeou entre os cinquenta heróis "liderando a nação em direção à igualdade, aceitação e dignidade para todas as pessoas".
Em abril de 2021, a TransGriot ganhou um prêmio GLAAD Media na categoria Blog de Destaque.

## Vida pessoal, morte e legado
Roberts iniciou sua transição de gênero em 1993–1994. Ela sentia desde os cinco ou seis anos que "algo estava diferente em mim", mas não tinha acesso a modelos trans negros naquela época (década de 1970); ela sentia que teria feito a transição mais cedo se tivesse.
Roberts morreu em 5 de outubro de 2020. Sua morte foi anunciada em 8 de outubro de 2020, em uma postagem no Facebook de sua amiga Dee Dee Watters, e posteriormente confirmada pelo legista do condado de Harris e pela mídia local. A morte de Roberts foi inicialmente relatada como um caso de atropelamento e fuga, embora o legista posteriormente tenha declarado que a causa da morte foi uma "emergência médica"; sua família relatou que ela não estava se sentindo bem nos dias anteriores à sua morte. Na semana seguinte, o legista relatou que a causa da morte foram complicações de uma embolia pulmonar.
Muitos ativistas LGBT, escritores e outras celebridades prestaram homenagem a Roberts nas redes sociais após o anúncio de sua morte, incluindo Janet Mock, Raquel Willis, Jen Richards, Darnell L. Moore, e o presidente da Human Rights Campaign, Alphonso David.
Em janeiro de 2021, Dee Dee Watters, outra ativista de Houston e amiga de Roberts, anunciou planos para uma publicação chamada TransGriot para continuar o trabalho que Roberts havia feito para cobrir questões negras e trans em seu blog de mesmo nome.
Há um memorial para Roberts, na forma de um gabinete elétrico pintado com sua imagem, em Montrose. Abbie Kamin, membro do Conselho Municipal de Houston, criou o projeto para a construção do memorial; Katherine Ligon e Brad Pritchett foram os artistas. O processo de proposta para a conclusão do memorial levou cerca de um ano. Sam Byrd, da OutSmart, afirmou que o memorial demonstra um "olhar silencioso".